# Flabellum transversale
Espèce
Statut CITES
Flabellum transversale est une espèce de coraux appartenant à la famille des Flabellidae.

## Liste des sous-espèces
Selon Catalogue of Life (10 décembre 2015) :
- Flabellum transversale conicum Yabe & Eguchi, 1942
- Flabellum transversale transversale Moseley, 1881
- Flabellum transversale triangulare Eguchi, 1965